# Nゲージマガジン
Nゲージマガジン（エヌゲージマガジン）は、機芸出版社から1984年から2015年まで発行されていた日本の鉄道模型雑誌。1978年より刊行された前身のPLAY MODEL（プレイモデル）についても本項で扱う。

## 概要
機芸出版社の発行する鉄道模型雑誌『鉄道模型趣味』の増刊という形で、1984年から2015年まで毎年7月と12月に発行されていた。判形は『鉄道模型趣味』本誌より横幅の広いAB判である。『PLAY MODEL（プレイモデル）』時代も年2回刊であったが、判形は『鉄道模型趣味』本誌と同一であった。

## 歴史
1978年夏より、機芸出版社はNゲージ鉄道模型に特化した『PLAY MODEL（プレイモデル）』を年2回、夏と冬に『鉄道模型趣味』の増刊として発行していた。同誌は1983年までに全12号が発行されたが、1984年にリニューアルされ、『鉄道模型趣味』より独立した雑誌の『Nゲージマガジン』として判形を改めた。
鉄道模型趣味2015年12月号に、2015年12月10日発売の64号を以って休刊との告知がされ、そのまま休刊した。

## 内容
TMSコンペティション（車両工作）やレイアウトコンペティションに出品された作品の制作記を中心に収録するほか、工作のヒント、実物の鉄道施設の紹介なども掲載している。末期にはレイアウト製作記事が多かった。
絶版となった旧号については、再録集成したものが『Nゲージマニュアル』（単行本）として9号まで刊行されていた。
『PLAY MODEL』については、『NゲージBOOK』1-3号にまとめられている。

## 類似雑誌
- 季刊エヌ - イカロス出版が発行するNゲージに特化した鉄道模型雑誌。
- ナイントレイン - エリエイ出版部が発行した鉄道模型雑誌。3号で廃刊。

これら2誌と比較し、Nゲージ鉄道模型に特化した雑誌としては、当誌が最も発行期間が長かった。